# Serotonin
Serotonin (tudi 5-hidroksitriptamin ali 5-HT) je biogeni amin, ki ima v človeškem organizmu vlogo tkivnega hormona in živčnega prenašalca. Ime izhaja iz njegovega učinka na krvni tlak; serotonin je snov, ki se nahaja v serumu in ki vpliva na tonus krvnih žil.
To snov imenujemo tudi »hormon za srečo«, saj igra glavno kemično vlogo pri občutenju sreče. Če ga imamo dovolj, nas preveva zadovoljstvo in dobro razpoloženje. Zaradi serotonina smo bolj sproščeni in se bolje počutimo, prav tako tudi bolje spimo. Če je v možganih premalo serotonina, se naše razpoloženje dokaj hitro poslabša, če je pomanjkanje preveliko, lahko postanemo celo agresivni. Ta snov se že nahaja v nekaterih živilih, lahko pa nastane iz aminokisline triptofan. Čim več ogljikovih hidratov in čim manj maščob pojemo hkrati, tem več serotonina bo nastalo.

## Biosinteza in razgradnja
Serotonin se v človeškem telesu sintetizira iz aminokisline L-triptofan v naslednjih organih:
- osrednje živčevje,
- pljuča,
- vranica,
- enterokromafine celice črevesne sluznice.

V prvi stopnji nastane iz triptofana pod vplivom encima tripfofan-hidroksilaze vmesni produkt 5-hidroksitriptofan. Slednji se s pomočjo encima 5-hidroksitriptofan-dekarboksilaze pretvori v končni produkt serotonin.
V osrednjem živčevju nastaja serotonin po gornji poti v posebnih mešičkih (veziklih) v presinaptičnih nevronih, kjer se skladiščijo do ustreznega impulza, nakar se serotonin sprosti v sinaptično režo.
Serotonin, ki ni nevralnega izvora, nastaja predvsem v krvnih ploščicah in mastocitih.
Glavni encim, odgovoren za razgradnjo serotonina, je monoamin-oksidaza. Ta encim pretvori serotonin preko 5-hidroksiindolil-acetaldehida v začetno aminokislino triptofan.

### Inhibitorji monoamin-oksidaze
Zaviralci oziroma inhibitorji monoamin-oksidaze so učinkovine, ki inhibirajo encim monoamin-oksidazo in na ta način dvignejo koncentracijo biogenih aminov v telesu. Uporabljajo se kot antidepresivi, anksiolitiki ...
Primeri učinkovin, ki delujoje kot inhibitorji monoamin-oksidaze:
- seleginil,
- moklobemid.

## Receptorji
Doslej je poznanih že 14 različnih receptorjev za serotonin, ki so razvrščeni v 7 družin: 5-HT1 do 5-HT7. Vsi serotoninski receptorji, izvzemši 5-HT3, so sklopljeni s proteinom G; 5-HT3 je ionski kanal.
V krvožilju prevladujejo zlasti 5-HT2A-receptorji. Odgovorni so za strjevanje krvi, skupaj s 5-HT1B-, 5-HT2B- in 5-HT7-receptorji pa za skrčenost krvnih žil.
V možganih so prisotni predvsem 5-HT1 (zlasti 5-HT1A in 5-HT1B), 5-HT2 (zlasti 5-HT2A in 5-HT2C) in 5-HT3.
V gastrointestinalnem traktu imajo 5-HT3 in 5-HT4-receptorji pomembno vlogo pri uravnavanju motilitete (gibljivosti) črevesja. Te receptorje lahko z zdravili aktiviramo (z agonisti) ali pa jih blokiramo (z antagonisti).

## Funkcije

### Obtočila
Serotonin krči žile v pljučih in ledvicah, v prečnoprogastem mišičju pa povzroča vazodilatacijo. Učinek serotonina na skrčenost žil je pomembnen tudi pri obravnavi migrene. V terapiji akutnih migrenskih napadov se uporabljajo agonisti 5-HT1B/1D-receptorjev, na primer sumatriptan ali almotriptat.
Po intravenski aplikaciji serotonina pride do kompleksne reakcije srčnožilnega sistema zaradi vpletenosti več vrst 5-HT-receptorjev. Sprva pride do hipnega padca krvnega tlaka (stimulacija 5-HT3-receptorjev) , po nekaj sekundah le-ta zopet naraste (5-HT2)in po določenem času nastopi dolgotrajnejša hipotonija (5-HT7).
V manjših žilah pripomore serotonin zaradi vazokonstrikcije in pospeševanja strjevanja krvi k celjenju ran.

### Prebavila
Serotonin pospešuje peristaltiko. Pri tumorju enterokromafinih celic ali karcinoidu tankega črevesa koncentracija serotonina v črevesnem tkivu znatno naraste in to dejstvo se uporablja pri diagnostiki.
Pri peroralnem vnosu serotonina nastopita bljuvanje in slabost.

### Osrednje živčevje
V osrednjem živčevju igra serotonin pomembno vlogo pri uravnavanju razpoloženja, spanja, spolnosti in apetita. Pri številnih obolenjih (depresija, migrena, anksioznost, psihoza ...) je serotonin dokazano pomembnen dejavnik.